# Louis Jean Daubenton
Louis Jean Daubenton, Louis Jean-Marie Daubenton lub d'Aubenton (ur. 29 maja 1716 w Montbard, zm. 1 stycznia 1800) – francuski przyrodnik, jeden z autorów Wielkiej Encyklopedii Francuskiej.

## Życiorys
Współpracował z Georges’em Buffonem, był profesorem Collège de France i Szkoły Weterynaryjnej w Paryżu. Zajmował się anatomią porównawczą, fizjologią roślin i mineralogią. Od 1793 roku był pierwszym dyrektorem i profesorem mineralogii w paryskim Muzeum Historii Naturalnej. Był członkiem Francuskiej Akademii Nauk.